# アジャール人
アジャール人（アジャールじん、ジョージア語: აჭარლები、英語: Adjarians）とは、主にジョージアのアジャリア自治共和国および隣接するトルコに定住する民族である。ジョージア人の一派とされる。

## 概要

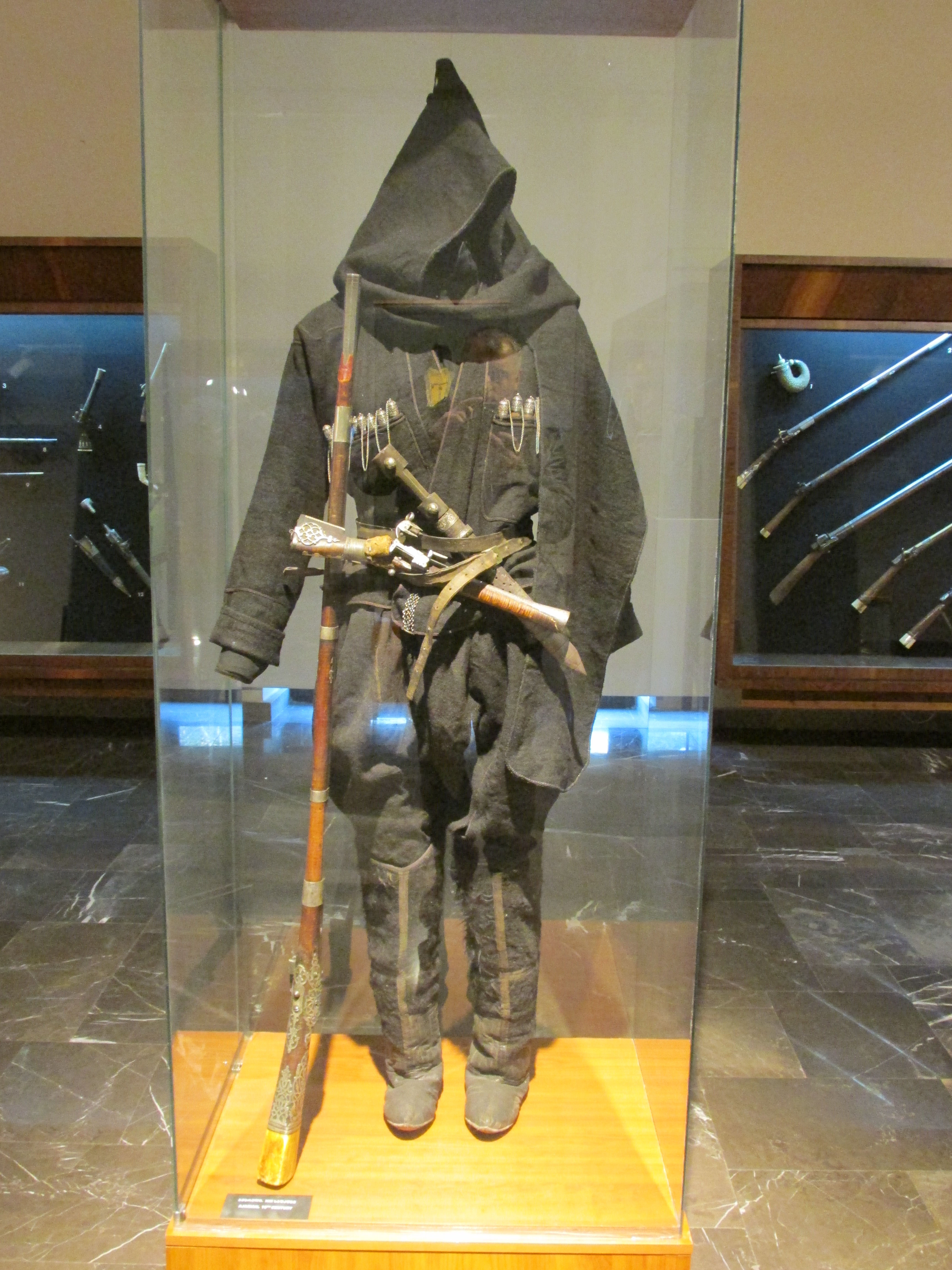
アジャール人男性の伝統的衣装

アジャール人は、イスラム教スンナ派を信仰するジョージア人の一派とされている。
アジャリア自治共和国の首都であるバトゥミは、11世紀にセルジューク朝、13世紀にイルハン朝、17世紀にオスマン朝と、イスラム王朝により征服されてきた歴史があり、その経緯からムスリムが広がったとされる。
アジャール人が話すアジャール方言はジョージア語の方言であり、相互に理解が可能だが、アジャリア自治共和国に隣接するトルコの影響からか、トルコ語からの借用語があるのが特徴である。